# Jaworówko
Jaworówko – wieś w Polsce położona w województwie wielkopolskim, w powiecie wągrowieckim, w gminie Mieścisko.
W latach 1975–1998 miejscowość administracyjnie należała do województwa poznańskiego.